# Lijst van gouverneurs van Connecticut
Dit is een lijst met gouverneurs van de Amerikaanse staat Connecticut.

## Gouverneurs
| Naam              | Partij    | Termijn    |
| ----------------- | --------- | ---------- |
| Jonathan Trumbull | 1776-1784 | Partijloos |
| Matthew Griswold  | 1784-1786 | Federalist |
| Samuel Huntington | 1786-1796 | Federalist |
| Oliver Wolcott    | 1796-1797 | Federalist |
| Jonathan Trumbull | 1797-1809 | Federalist |
| John Treadwell    | 1809-1811 | Federalist |
| Roger Griswold    | 1811-1812 | Federalist |
| John Cotton Smith | 1812-1817 | Federalist |

## Gouverneurs van Connecticut (1817–heden)
| Nr. | Gouverneur van Connecticut Governor of Connecticut | Gouverneur van Connecticut Governor of Connecticut | Gouverneur van Connecticut Governor of Connecticut | Ambtstermijn     | Ambtstermijn     | Partij(en)   | Verkiezing(en) |
| --- | -------------------------------------------------- | -------------------------------------------------- | -------------------------------------------------- | ---------------- | ---------------- | ------------ | -------------- |
| 24  |                                                    | Oliver Wolcott jr.                                 | Oliver Wolcott jr. (1760–1833)                     | 7 mei 1817       | 1 mei 1827       | TR           | 1817           |
| 24  | 1818                                               | Oliver Wolcott jr.                                 | Oliver Wolcott jr. (1760–1833)                     | 7 mei 1817       | 1 mei 1827       | TR           |                |
| 24  | 1819                                               | Oliver Wolcott jr.                                 | Oliver Wolcott jr. (1760–1833)                     | 7 mei 1817       | 1 mei 1827       | TR           |                |
| 24  | 1820                                               | Oliver Wolcott jr.                                 | Oliver Wolcott jr. (1760–1833)                     | 7 mei 1817       | 1 mei 1827       | TR           |                |
| 24  | 1821                                               | Oliver Wolcott jr.                                 | Oliver Wolcott jr. (1760–1833)                     | 7 mei 1817       | 1 mei 1827       | TR           |                |
| 24  | 1822                                               | Oliver Wolcott jr.                                 | Oliver Wolcott jr. (1760–1833)                     | 7 mei 1817       | 1 mei 1827       | TR           |                |
| 24  | 1823                                               | Oliver Wolcott jr.                                 | Oliver Wolcott jr. (1760–1833)                     | 7 mei 1817       | 1 mei 1827       | TR           |                |
| 24  | 1824                                               | Oliver Wolcott jr.                                 | Oliver Wolcott jr. (1760–1833)                     | 7 mei 1817       | 1 mei 1827       | TR           |                |
| 24  | 1825                                               | Oliver Wolcott jr.                                 | Oliver Wolcott jr. (1760–1833)                     | 7 mei 1817       | 1 mei 1827       | TR           |                |
| 24  | 1826                                               | Oliver Wolcott jr.                                 | Oliver Wolcott jr. (1760–1833)                     | 7 mei 1817       | 1 mei 1827       | TR           |                |
| 25  |                                                    | Gideon Tomlinson                                   | Gideon Tomlinson (1780–1854)                       | 1 mei 1827       | 4 maart 1831     | DR (1827–28) | 1827           |
| 25  |                                                    | Gideon Tomlinson                                   | Gideon Tomlinson (1780–1854)                       | 1 mei 1827       | 4 maart 1831     | NR (1828–31) | 1828           |
| 25  | 1829                                               | Gideon Tomlinson                                   | Gideon Tomlinson (1780–1854)                       | 1 mei 1827       | 4 maart 1831     | NR (1828–31) |                |
| 25  | 1830                                               | Gideon Tomlinson                                   | Gideon Tomlinson (1780–1854)                       | 1 mei 1827       | 4 maart 1831     | NR (1828–31) |                |
| 26  |                                                    | John Peters                                        | John Peters (1772–1858 )                           | 4 maart 1831     | 1 mei 1833       | NR           |                |
| 26  | NR                                                 | John Peters                                        | John Peters (1772–1858 )                           | 4 maart 1831     | 1 mei 1833       | 1831         |                |
| 26  | NR                                                 | John Peters                                        | John Peters (1772–1858 )                           | 4 maart 1831     | 1 mei 1833       | 1832         |                |
| 27  |                                                    | Henry Edwards                                      | Henry Edwards (1779–1847)                          | 1 mei 1833       | 6 mei 1834       | D            | 1833           |
| 28  |                                                    | Samuel Foot                                        | Samuel Foot (1780–1846)                            | 6 mei 1834       | 5 mei 1835       | W            | 1834           |
| 29  |                                                    | Henry Edwards                                      | Henry Edwards (1779–1847)                          | 5 mei 1835       | 1 mei 1838       | D            | 1835           |
| 29  | 1836                                               | Henry Edwards                                      | Henry Edwards (1779–1847)                          | 5 mei 1835       | 1 mei 1838       | D            |                |
| 29  | 1837                                               | Henry Edwards                                      | Henry Edwards (1779–1847)                          | 5 mei 1835       | 1 mei 1838       | D            |                |
| 30  |                                                    | William Ellsworth                                  | William Ellsworth (1791–1868 )                     | 1 mei 1838       | 4 mei 1842       | W            | 1838           |
| 30  | 1839                                               | William Ellsworth                                  | William Ellsworth (1791–1868 )                     | 1 mei 1838       | 4 mei 1842       | W            |                |
| 30  | 1840                                               | William Ellsworth                                  | William Ellsworth (1791–1868 )                     | 1 mei 1838       | 4 mei 1842       | W            |                |
| 30  | 1841                                               | William Ellsworth                                  | William Ellsworth (1791–1868 )                     | 1 mei 1838       | 4 mei 1842       | W            |                |
| 31  |                                                    | Chauncey Cleveland                                 | Chauncey Cleveland (1799–1887)                     | 4 mei 1842       | 1 mei 1844       | D            | 1842           |
| 31  | 1843                                               | Chauncey Cleveland                                 | Chauncey Cleveland (1799–1887)                     | 4 mei 1842       | 1 mei 1844       | D            |                |
| 32  |                                                    | Roger Baldwin                                      | Roger Baldwin (1793–1863)                          | 1 mei 1844       | 6 mei 1846       | W            | 1844           |
| 32  | 1845                                               | Roger Baldwin                                      | Roger Baldwin (1793–1863)                          | 1 mei 1844       | 6 mei 1846       | W            |                |
| 33  |                                                    | Isaac Toucey                                       | Isaac Toucey (1792–1869)                           | 6 mei 1846       | 5 mei 1847       | D            | 1846           |
| 34  |                                                    | Clark Bissell                                      | Clark Bissell (1782–1857)                          | 5 mei 1847       | 1 mei 1849       | W            | 1847           |
| 34  | 1848                                               | Clark Bissell                                      | Clark Bissell (1782–1857)                          | 5 mei 1847       | 1 mei 1849       | W            |                |
| 35  |                                                    | Joseph Trumbull                                    | Joseph Trumbull (1782–1861)                        | 1 mei 1849       | 5 mei 1850       | W            | 1849           |
| 36  |                                                    | Thomas Seymour                                     | Thomas Seymour (1807–1868)                         | 5 mei 1850       | 13 oktober 1853  | D            | 1850           |
| 36  | 1851                                               | Thomas Seymour                                     | Thomas Seymour (1807–1868)                         | 5 mei 1850       | 13 oktober 1853  | D            |                |
| 36  | 1852                                               | Thomas Seymour                                     | Thomas Seymour (1807–1868)                         | 5 mei 1850       | 13 oktober 1853  | D            |                |
| 36  | 1853                                               | Thomas Seymour                                     | Thomas Seymour (1807–1868)                         | 5 mei 1850       | 13 oktober 1853  | D            |                |
| 37  |                                                    | Charles Pond                                       | Charles Pond (1781–1861)                           | 13 oktober 1853  | 4 mei 1854       | D            |                |
| 38  |                                                    | Henry Dutton                                       | Henry Dutton (1796–1869)                           | 4 mei 1854       | 1 mei 1855       | W            | 1854           |
| 39  |                                                    | William Thomas Minor                               | William Thomas Minor (1815–1889)                   | 1 mei 1855       | 7 mei 1857       | KN           | 1855           |
| 39  | 1856                                               | William Thomas Minor                               | William Thomas Minor (1815–1889)                   | 1 mei 1855       | 7 mei 1857       | KN           |                |
| 40  |                                                    | Alexander Holley                                   | Alexander Holley (1804–1887)                       | 7 mei 1857       | 5 mei 1858       | R            | 1857           |
| 41  |                                                    | William Buckingham                                 | William Buckingham (1804–1875)                     | 5 mei 1858       | 1 mei 1866       | R (1858–64)  | 1858           |
| 41  | 1859                                               | William Buckingham                                 | William Buckingham (1804–1875)                     | 5 mei 1858       | 1 mei 1866       | R (1858–64)  |                |
| 41  | 1860                                               | William Buckingham                                 | William Buckingham (1804–1875)                     | 5 mei 1858       | 1 mei 1866       | R (1858–64)  |                |
| 41  | 1860                                               | William Buckingham                                 | William Buckingham (1804–1875)                     | 5 mei 1858       | 1 mei 1866       | R (1858–64)  |                |
| 41  | 1861                                               | William Buckingham                                 | William Buckingham (1804–1875)                     | 5 mei 1858       | 1 mei 1866       | R (1858–64)  |                |
| 41  | 1862                                               | William Buckingham                                 | William Buckingham (1804–1875)                     | 5 mei 1858       | 1 mei 1866       | R (1858–64)  |                |
| 41  | 1863                                               | William Buckingham                                 | William Buckingham (1804–1875)                     | 5 mei 1858       | 1 mei 1866       | R (1858–64)  |                |
| 41  |                                                    | William Buckingham                                 | William Buckingham (1804–1875)                     | 5 mei 1858       | 1 mei 1866       | NU (1864–66) | 1864           |
| 41  | 1865                                               | William Buckingham                                 | William Buckingham (1804–1875)                     | 5 mei 1858       | 1 mei 1866       | NU (1864–66) |                |
| 42  |                                                    | Joseph Hawley                                      | Joseph Hawley (1826–1905)                          | 1 mei 1866       | 1 mei 1867       | R            | 1866           |
| 43  |                                                    | James English                                      | James English (1812–1890)                          | 1 mei 1867       | 6 mei 1869       | D            | 1867           |
| 43  | 1868                                               | James English                                      | James English (1812–1890)                          | 1 mei 1867       | 6 mei 1869       | D            |                |
| 44  |                                                    | Marshall Jewell                                    | Marshall Jewell (1825–1883)                        | 6 mei 1869       | 5 mei 1870       | R            | 1869           |
| 45  |                                                    | James English                                      | James English (1812–1890)                          | 5 mei 1870       | 17 mei 1871      | D            | 1870           |
| 47  |                                                    | Marshall Jewell                                    | Marshall Jewell (1825–1883)                        | 17 mei 1871      | 7 mei 1873       | R            | 1871           |
| 47  | 1872                                               | Marshall Jewell                                    | Marshall Jewell (1825–1883)                        | 17 mei 1871      | 7 mei 1873       | R            |                |
| 47  |                                                    | Charles Ingersoll                                  | Charles Ingersoll (1821–1903)                      | 7 mei 1873       | 3 januari 1877   | D            | 1873           |
| 47  | 1874                                               | Charles Ingersoll                                  | Charles Ingersoll (1821–1903)                      | 7 mei 1873       | 3 januari 1877   | D            |                |
| 47  | 1875                                               | Charles Ingersoll                                  | Charles Ingersoll (1821–1903)                      | 7 mei 1873       | 3 januari 1877   | D            |                |
| 47  | 1876 (1)                                           | Charles Ingersoll                                  | Charles Ingersoll (1821–1903)                      | 7 mei 1873       | 3 januari 1877   | D            |                |
| 48  |                                                    | Richard Hubbard                                    | Richard Hubbard (1818–1884)                        | 3 januari 1877   | 10 januari 1879  | D            | 1876 (2)       |
| 49  |                                                    | Charles Andrews                                    | Charles Andrews (1834–1902)                        | 10 januari 1879  | 5 januari 1881   | R            | 1878           |
| 50  |                                                    | Hobart Bigelow                                     | Hobart Bigelow (1834–1891)                         | 5 januari 1881   | 3 januari 1883   | R            | 1880           |
| 51  |                                                    | Thomas MacDonald Waller                            | Thomas MacDonald Waller (1839–1924)                | 3 januari 1883   | 5 januari 1885   | D            | 1882           |
| 52  |                                                    | Henry Harrison                                     | Henry Harrison (1821–1901)                         | 5 januari 1885   | 7 januari 1887   | R            | 1884           |
| 53  |                                                    | Phineas Lounsbury                                  | Phineas Lounsbury (1841–1925)                      | 7 januari 1887   | 10 januari 1889  | R            | 1886           |
| 54  |                                                    | Morgan Bulkeley                                    | Morgan Bulkeley (1837–1922)                        | 10 januari 1889  | 3 januari 1893   | R            | 1888           |
| 54  | 1890                                               | Morgan Bulkeley                                    | Morgan Bulkeley (1837–1922)                        | 10 januari 1889  | 3 januari 1893   | R            |                |
| 55  |                                                    | Luzon Morris                                       | Luzon Morris (1827–1895)                           | 3 januari 1893   | 10 januari 1895  | D            | 1892           |
| 56  |                                                    | Owen Coffin                                        | Owen Coffin (1836–1921)                            | 10 januari 1895  | 7 januari 1897   | R            | 1894           |
| 57  |                                                    | Lorrin Cooke                                       | Lorrin Cooke (1831–1902)                           | 7 januari 1897   | 5 januari 1899   | R            | 1896           |
| 58  |                                                    | George Lounsbury                                   | George Lounsbury (1838–1904)                       | 5 januari 1899   | 10 januari 1901  | R            | 1898           |
| 59  |                                                    | George McLean                                      | George McLean (1857–1932)                          | 10 januari 1901  | 7 januari 1903   | R            | 1900           |
| 60  |                                                    | Abiram Chamberlain                                 | Abiram Chamberlain (1837–1911)                     | 7 januari 1903   | 5 januari 1905   | R            | 1902           |
| 61  |                                                    | Henry Roberts                                      | Henry Roberts (1853–1929)                          | 5 januari 1905   | 10 januari 1907  | R            | 1904           |
| 62  |                                                    | Rollin Woodruff                                    | Rollin Woodruff (1854–1925)                        | 10 januari 1907  | 5 januari 1909   | R            | 1906           |
| 63  |                                                    | George Lilley                                      | George Lilley (1859–1909)                          | 5 januari 1909   | 21 april 1909    | R            | 1908           |
| 64  |                                                    | Frank Weeks                                        | Frank Weeks (1854–1935)                            | 21 april 1909    | 5 januari 1911   | R            | 1908           |
| 65  |                                                    | Simeon Baldwin                                     | Simeon Baldwin (1840–1927)                         | 5 januari 1911   | 5 januari 1915   | D            | 1910           |
| 65  | 1912                                               | Simeon Baldwin                                     | Simeon Baldwin (1840–1927)                         | 5 januari 1911   | 5 januari 1915   | D            |                |
| 66  |                                                    | Marcus Holcomb                                     | Marcus Holcomb (1844–1932)                         | 5 januari 1915   | 5 januari 1921   | R            | 1914           |
| 66  | 1918                                               | Marcus Holcomb                                     | Marcus Holcomb (1844–1932)                         | 5 januari 1915   | 5 januari 1921   | R            |                |
| 66  | 1920                                               | Marcus Holcomb                                     | Marcus Holcomb (1844–1932)                         | 5 januari 1915   | 5 januari 1921   | R            |                |
| 67  |                                                    | Everett Lake                                       | Everett Lake (1871–1948)                           | 5 januari 1921   | 3 januari 1923   | R            | 1920           |
| 68  |                                                    | Charles Templeton                                  | Charles Templeton (1871–1955)                      | 3 januari 1923   | 7 januari 1925   | R            | 1922           |
| 69  |                                                    | Hiram Bingham                                      | Hiram Bingham (1875–1956)                          | 7 januari 1925   | 8 januari 1925   | R            | 1924           |
| 70  |                                                    | John Trumbull                                      | John Trumbull (1873–1961)                          | 8 januari 1925   | 5 januari 1931   | R            | 1924           |
| 70  | R                                                  | John Trumbull                                      | John Trumbull (1873–1961)                          | 8 januari 1925   | 5 januari 1931   | 1926         |                |
| 70  | R                                                  | John Trumbull                                      | John Trumbull (1873–1961)                          | 8 januari 1925   | 5 januari 1931   | 1928         |                |
| 71  |                                                    | Wilbur Cross                                       | Wilbur Cross (1862–1948)                           | 5 januari 1931   | 5 januari 1939   | D            | 1930           |
| 71  | 1932                                               | Wilbur Cross                                       | Wilbur Cross (1862–1948)                           | 5 januari 1931   | 5 januari 1939   | D            |                |
| 71  | 1934                                               | Wilbur Cross                                       | Wilbur Cross (1862–1948)                           | 5 januari 1931   | 5 januari 1939   | D            |                |
| 71  | 1936                                               | Wilbur Cross                                       | Wilbur Cross (1862–1948)                           | 5 januari 1931   | 5 januari 1939   | D            |                |
| 72  |                                                    | Raymond Baldwin                                    | Raymond Baldwin (1893–1986)                        | 5 januari 1939   | 8 januari 1941   | R            | 1938           |
| 73  |                                                    | Robert Hurley                                      | Robert Hurley (1895–1968)                          | 8 januari 1941   | 5 januari 1943   | D            | 1940           |
| 74  |                                                    | Raymond Baldwin                                    | Raymond Baldwin (1893–1986)                        | 5 januari 1943   | 28 december 1946 | R            | 1942           |
| 74  | 1944                                               | Raymond Baldwin                                    | Raymond Baldwin (1893–1986)                        | 5 januari 1943   | 28 december 1946 | R            |                |
| 78  |                                                    | Charles Snow                                       | Charles Snow (1884–1977)                           | 28 december 1946 | 7 januari 1947   | D            |                |
| 76  |                                                    | James McConaughy                                   | James McConaughy (1887–1948)                       | 7 januari 1947   | 7 maart 1948     | R            | 1946           |
| 77  |                                                    | James Shannon                                      | James Shannon (1896–1980)                          | 7 maart 1948     | 9 januari 1949   | R            | 1946           |
| 78  |                                                    | Chester Bowles                                     | Chester Bowles (1901–1986)                         | 9 januari 1949   | 3 januari 1951   | D            | 1948           |
| 79  |                                                    | John Lodge                                         | John Lodge (1903–1985)                             | 3 januari 1951   | 5 januari 1955   | R            | 1950           |
| 80  |                                                    | Abraham Ribicoff                                   | Abraham Ribicoff (1910–1998)                       | 5 januari 1955   | 20 januari 1961  | D            | 1954           |
| 80  | 1958                                               | Abraham Ribicoff                                   | Abraham Ribicoff (1910–1998)                       | 5 januari 1955   | 20 januari 1961  | D            |                |
| 81  |                                                    | John Dempsey                                       | John Dempsey (1915–1989)                           | 20 januari 1961  | 5 januari 1971   | D            |                |
| 81  | D                                                  | John Dempsey                                       | John Dempsey (1915–1989)                           | 20 januari 1961  | 5 januari 1971   | 1962         |                |
| 81  | D                                                  | John Dempsey                                       | John Dempsey (1915–1989)                           | 20 januari 1961  | 5 januari 1971   | 1966         |                |
| 82  |                                                    | Thomas Meskill                                     | Thomas Meskill (1928–2007)                         | 5 januari 1971   | 8 januari 1975   | R            | 1970           |
| 83  |                                                    | Ella Grasso                                        | Ella Grasso (1919–1981)                            | 8 januari 1975   | 31 december 1980 | D            | 1974           |
| 83  | 1978                                               | Ella Grasso                                        | Ella Grasso (1919–1981)                            | 8 januari 1975   | 31 december 1980 | D            |                |
| 84  |                                                    | William O'Neill                                    | William O'Neill (1930–2007)                        | 31 december 1980 | 10 januari 1991  | D            |                |
| 84  | D                                                  | William O'Neill                                    | William O'Neill (1930–2007)                        | 31 december 1980 | 10 januari 1991  | 1982         |                |
| 84  | D                                                  | William O'Neill                                    | William O'Neill (1930–2007)                        | 31 december 1980 | 10 januari 1991  | 1986         |                |
| 85  |                                                    | Lowell Weicker                                     | Lowell Weicker (1931–2023)                         | 10 januari 1991  | 5 januari 1995   | ACP          | 1990           |
| 86  |                                                    | John Rowland                                       | John Rowland (1957)                                | 5 januari 1995   | 1 juli 2004      | R            | 1994           |
| 86  | 1998                                               | John Rowland                                       | John Rowland (1957)                                | 5 januari 1995   | 1 juli 2004      | R            |                |
| 86  | 2002                                               | John Rowland                                       | John Rowland (1957)                                | 5 januari 1995   | 1 juli 2004      | R            |                |
| 87  |                                                    | Jodi Rell                                          | Jodi Rell (1946–2024)                              | 1 juli 2004      | 5 januari 2011   | R            |                |
| 87  | R                                                  | Jodi Rell                                          | Jodi Rell (1946–2024)                              | 1 juli 2004      | 5 januari 2011   | 2006         |                |
| 88  |                                                    | Dan Malloy                                         | Dan Malloy (1955)                                  | 5 januari 2011   | 9 januari 2019   | D            | 2010           |
| 88  | 2014                                               | Dan Malloy                                         | Dan Malloy (1955)                                  | 5 januari 2011   | 9 januari 2019   | D            |                |
| 89  |                                                    | Ned Lamont                                         | Ned Lamont (1954)                                  | 9 januari 2019   | heden            | D            | 2018           |
| 89  | 2022                                               | Ned Lamont                                         | Ned Lamont (1954)                                  | 9 januari 2019   | heden            | D            |                |

(D): Democraat · (R): Republikein · (O): Onafhankelijk